# José Maranhão
José Targino Maranhão GOMM (Araruna, 6 de setembro de 1933 – São Paulo, 8 de fevereiro de 2021), mais conhecido como Zé Maranhão, foi um empresário e político brasileiro, senador pela Paraíba, filiado ao Movimento Democrático Brasileiro (MDB). Foi deputado estadual, deputado federal,  vice-governador e governador do estado da Paraíba em três ocasiões. Em 2018, concorreu ao governo da Paraíba pelo MDB, ficando em terceiro lugar, com 17,44% dos votos válidos, sendo derrotado ainda no primeiro turno das eleições. Presidiu a Comissão de Constituição, Justiça e Cidadania (CCJ). Morreu aos 87 anos de idade em São Paulo, após 71 dias internado por complicações decorrentes da COVID-19.

## Biografia
É filho de Benjamim Gomes Maranhão, ex-prefeito de Araruna, e de Dona Benedita Targino Maranhão (Dona YaYá).
Casado com a Desembargadora Maria de Fátima Bezerra, é pai de Maria Alice, Leônidas e Letícia. Tem dois netos: José Neto e Maria de Fátima.
Começou a sua carreira política, eleito deputado estadual em 1955 pelo PTB, partido pelo qual volta a ser eleito deputado estadual por mais dois mandatos consecutivos. Em 1967, se filiou ao MDB, pelo qual voltou a ser eleito deputado estadual, ficando no cargo até 1969.
Em 1982, elegeu-se deputado federal constituinte, voltando a se eleger ao cargo em 1986, na legislatura 1987 - 1991. Em 1990, voltou a concorrer a uma vaga de deputado federal, sendo eleito para o período 1991 - 1994.
Em 1994, foi eleito vice-governador na chapa de Antônio Mariz, aonde acaba assumindo o mandato em virtude da morte do titular, cerca de dez meses depois de ter assumido o mandato de governador. Como governador, foi admitido em 1996 pelo presidente Fernando Henrique Cardoso à Ordem do Mérito Militar no grau de Grande-Oficial especial.
Em 1998 disputa a candidatura à reeleição ao governo do estado pelo PMDB, onde o grupo liderado pelo então senador Ronaldo Cunha Lima e por seu filho, o então prefeito de Campina Grande, Cássio Cunha Lima, queriam indicar o nome de Ronaldo para a disputa do governo. Com uma vantagem apertada, Maranhão vence Ronaldo na convenção do PMDB e é indicado candidato. Na eleição para governador, é eleito com cerca de 80% dos votos válidos, sendo o governador mais votado do país naquele ano em termos percentuais, reelegendo-se assim governador da Paraíba.
Em 2001, rompeu politicamente com a família Cunha Lima, que migrou para o PSDB. No ano seguinte Maranhão renunciou ao governo do estado para candidatar-se ao senado obtendo 831.083 votos, sendo o senador mais votado da Paraíba naquela eleição. No governo do estado entra em seu lugar o então vice-governador Roberto Paulino, que com seu apoio se torna o candidato do PMDB ao governo, mas acaba sendo derrotado por Cássio Cunha Lima que venceu Paulino no segundo turno.
Em 2006, Maranhão disputou novamente o governo da Paraíba, desta vez contra o então governador, Cássio Cunha Lima, que foi eleito em segundo turno à reeleição, com cerca de 51% dos votos. Após a confirmação pelo Tribunal Superior Eleitoral (TSE) da cassação de Cunha Lima em 2008 pelo Tribunal Regional Eleitoral (TRE) da Paraíba por uso indevido de programa social em ano eleitoral, José Maranhão foi reconduzido em 17 de fevereiro de 2009 ao Palácio da Redenção, como governador do Estado, por ser o segundo colocado nas eleições de 2006.
Governador da Paraíba pela terceira vez, Maranhão concorre novamente ao cargo de governador do estado nas eleições de 2010, buscando o seu quarto mandato, mas acaba sendo novamente derrotado no segundo turno, dessa vez pelo ex-prefeito da capital Ricardo Coutinho do PSB que obteve 53,70% dos votos válidos contra seus 46,30%.
Nas eleições de 2012, foi o candidato a prefeito de João Pessoa pelo PMDB sendo derrotado nas urnas, obtendo apenas o quarto lugar e ficando de fora do segundo turno com uma votação de 69.978 votos, representando 18,87% dos votos válidos.
Em 2014, foi indicado pelo seu partido como candidato a senador da república, cargo pelo qual se elege pela segunda vez com 647.271 votos (37,12% dos votos válidos).
Em fevereiro de 2015, já no início da nova Legislatura no Congresso, foi eleito Presidente da mais disputada Comissão do Senado: a de Constituição, Justiça e Cidadania, para o biênio 2015/2016.Em março de 2015 assumiu a presidência da Comissão de Constituição, Justiça e Cidadania (CCJ), e permaneceu no cargo até dezembro de 2016. Em dezembro de 2016, votou a favor da PEC do Teto dos Gastos Públicos. Em julho de 2017 votou a favor da reforma trabalhista. Em outubro de 2017 votou a favor da manutenção do mandato do senador Aécio Neves derrubando decisão da Primeira Turma do Supremo Tribunal Federal no processo onde ele é acusado de corrupção e obstrução da justiça por solicitar dois milhões de reais ao empresário Joesley Batista.
Nas eleições de 2018, tentou um quarto mandato de governador pelo MDB. Ficou em terceiro lugar, após derrota para o candidato governista João Azevedo (PSB), que venceu em primeiro turno com 58,18% dos votos.
Em 2019, prossegue seu mandato de oito anos como Senador representante da Paraíba. É membro titular da Comissão de Constituição, Justiça e Cidadania; da Comissão de Educação, Cultura e Esporte; e da Comissão de Agricultura e Reforma Agrária do Senado.
Em junho de 2019, votou contra o Decreto das Armas do governo, que flexibilizava porte e posse para o cidadão.

## Carreira política
- 1954: É eleito deputado estadual pelo PTB, com 3.153 votos.
- 1958: É reeleito deputado estadual pelo PSP, obtendo 2.947 votos.
- 1960: Nomeado secretário de Agricultura do estado da Paraíba, pelo governador José Fernandes de Lima.[4][13]
- 1962: Reeleito deputado estadual pelo PTB, com a marca de 3.510 votos.
- 1966: Mais uma vez é eleito deputado estadual, nessa ocasião pelo MDB, atingindo a marca de 4.830 sufrágios.
- 1969: É perseguido pela ditadura militar e tem seus direitos políticos suspensos.
- 1982: Volta à cena política, sendo eleito deputado federal pelo PMDB, com 41.819 votos.
- 1986: Reeleito deputado federal constituinte pelo PMDB, com 47.873 votos.
- 1990: Reeleito deputado federal pelo PMDB, com 25.860 votos.[14]
- 1994: É escolhido candidato a vice-governador na chapa liderada pelo então senador Antônio Mariz. Enfrentaram a deputada federal Lúcia Braga pelo PDT. Obtiveram, em primeiro turno, 525.396 votos (46,59%) contra 489.066 votos da candidata do PDT. No segundo turno saíram vitoriosos, atingindo 781.349 votos (58,3%) contra 558.987 votos (41,7%) de Lúcia Braga.
- 1995: Assume efetivamente o governo da Paraíba, devido o falecimento do titular, Antônio Mariz.
- 1998: Reeleito governador pelo PMDB. Eleito em primeiro turno, com 877.852 votos (80,72%) contra os 175.234 votos (16,11%) do deputado federal Gilvan Freire do PSB. Nesta eleição foi o governador, proporcionalmente, mais votado do país.
- 2002: Renuncia ao cargo de governador em abril para disputar a eleição como candidato a senador. Assume o governo Roberto Paulino, seu vice.
- 2002: Eleito senador pelo PMDB, obtendo 831.083 votos (28,72%).
- 2006: É candidato a governador da Paraíba pelo PMDB, tendo o vereador Luciano Cartaxo como seu candidato a vice-governador. No primeiro turno atinge 926.272 votos (48,74%). Cássio Cunha Lima, candidato a reeleição pelo PSDB, obtém 943.922 votos (49,67%). No segundo turno perde a eleição, alcançando 950.269 votos (48,65%) contra 1.003.102 votos (51,35%) do candidato do PSDB.
- 2008: Devido a cassação do mandato de Cássio Cunha Lima, assume o governo da Paraíba pela terceira vez.[15]
- 2010: É candidato a reeleição pelo PMDB, desta vez contra o ex-prefeito de João Pessoa Ricardo Coutinho do PSB. No primeiro turno obtém 933.754 votos (49,3%) contra 942.121 (49,74%) do candidato do PSB. No segundo turno, perde a eleição com 930.331 votos (46,3%) contra 1.079.165 votos (53,7%) de Ricardo Coutinho.
- 2012: É candidato a prefeito de João Pessoa pelo PMDB. Perde no primeiro turno, sendo o quarto colocado. Obteve 69.978 votos (18,87%).[16]
- 2014: É eleito senador da Paraíba pelo PMDB. Atingindo 647.271 votos (37,12%), contra Lucélio Cartaxo do PT e Wilson Santiago do PTB.[17]
- 2018: Disputa novamente o governo da Paraíba e é derrotado no primeiro turno, ficando em terceiro lugar. Obteve 335.604 votos (17,44%).

## Processos
Zé Maranhão enfrentou oito processos na Justiça Eleitoral: de abuso de poder político e econômico, compra de votos, conduta vedada e uso indevido de meios de comunicação.

## Morte
Maranhão morreu no dia 8 de fevereiro de 2021, vítima de covid-19, após 71 dias internado no hospital Villa Nova Star em São Paulo.